# Jornada Mundial de la Juventud 2016
La XXXI edición de la Jornada Mundial de la Juventud de la Iglesia católica se realizó en Cracovia entre el 26 y el 31 de julio de 2016. Fue la segunda JMJ que acoge Polonia tras la realizada en el año 1991 en Częstochowa, con el papa San Juan Pablo II. La portavoz de la Jornada, Anna Chmura, dijo que la celebración final contó con la presencia de «entre 2,5 y 3 millones de personas».
La sede había sido anunciada por el papa Francisco al finalizar el acto de la Jornada Mundial de la Juventud de Río de Janeiro el 28 de julio de 2013. Posteriormente se anunció la fecha definitiva de su realización.

## Legado de san Juan Pablo II

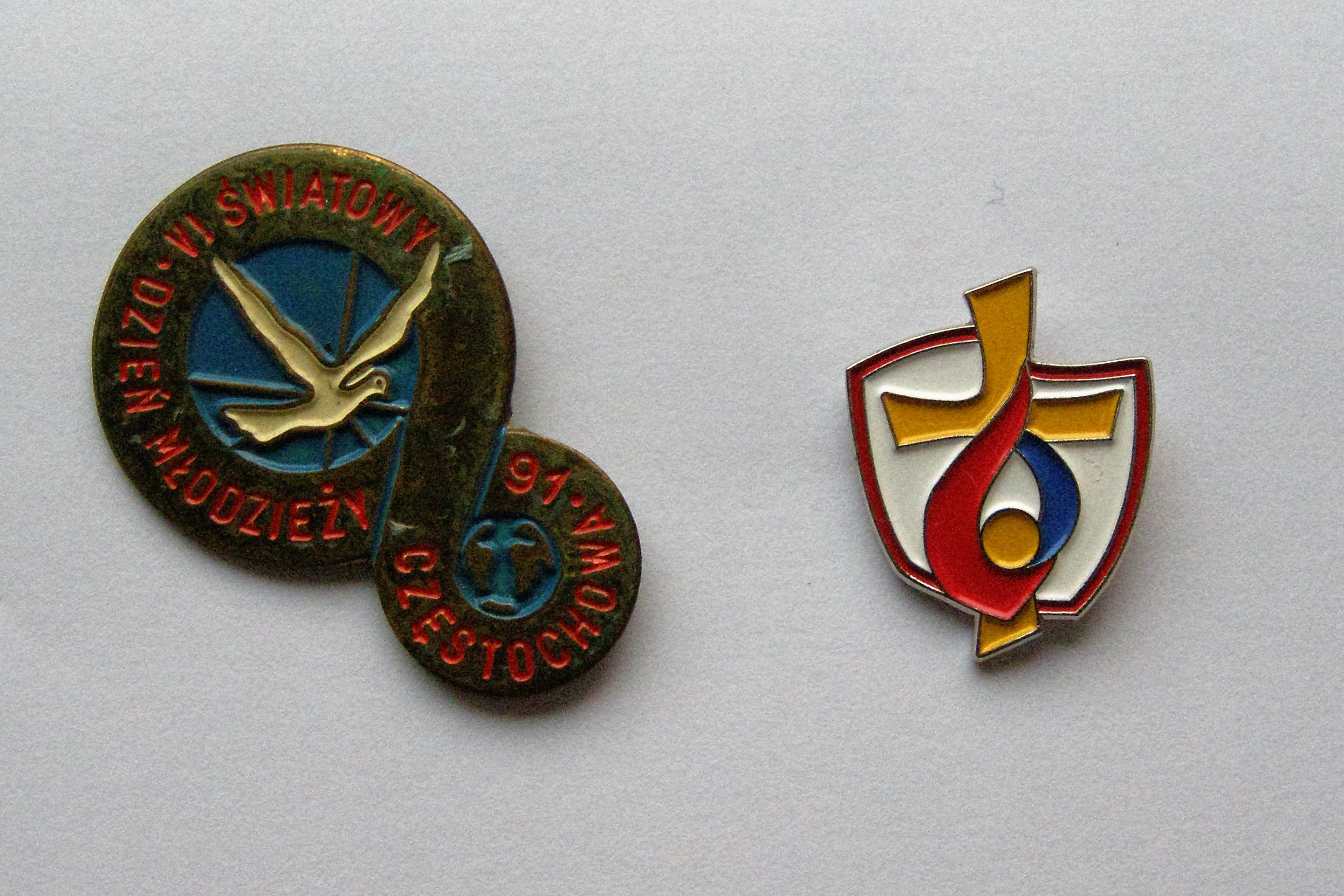
Insignias con los logotipos de las dos Jornadas Mundiales de la Juventud celebradas en Polonia hasta la fecha: Częstochowa 1991 y Cracovia 2016.

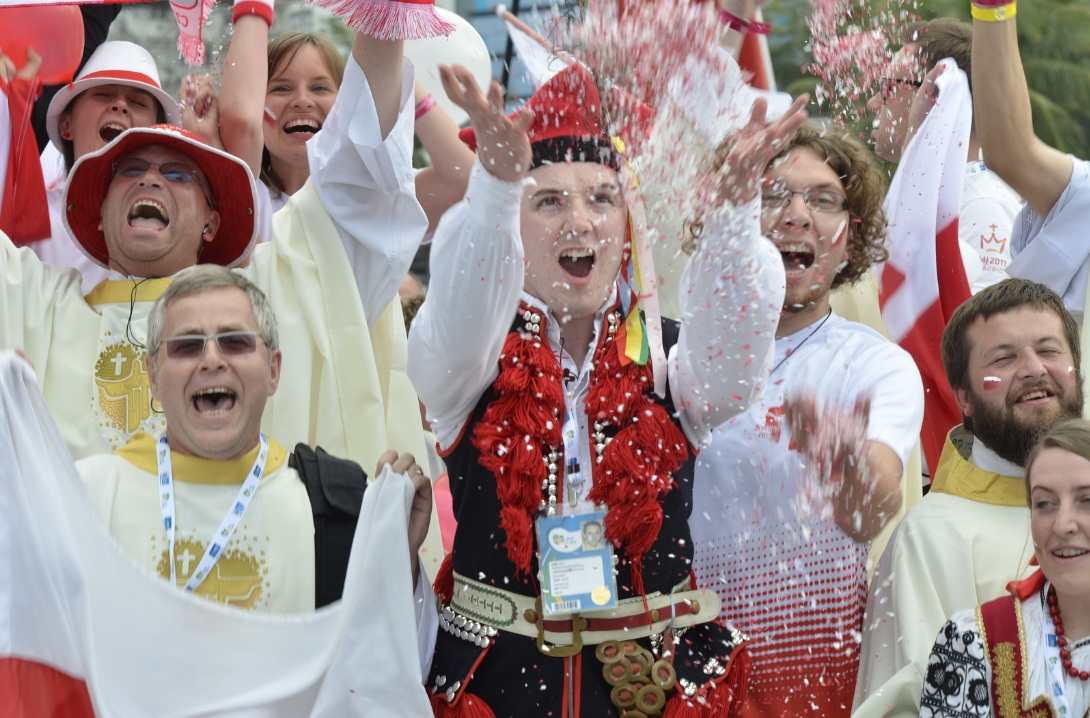
Participantes polacos de la Jornada Mundial de la Juventud de 2013, celebrando la elección de Cracovia para hospedar la edición de 2016.

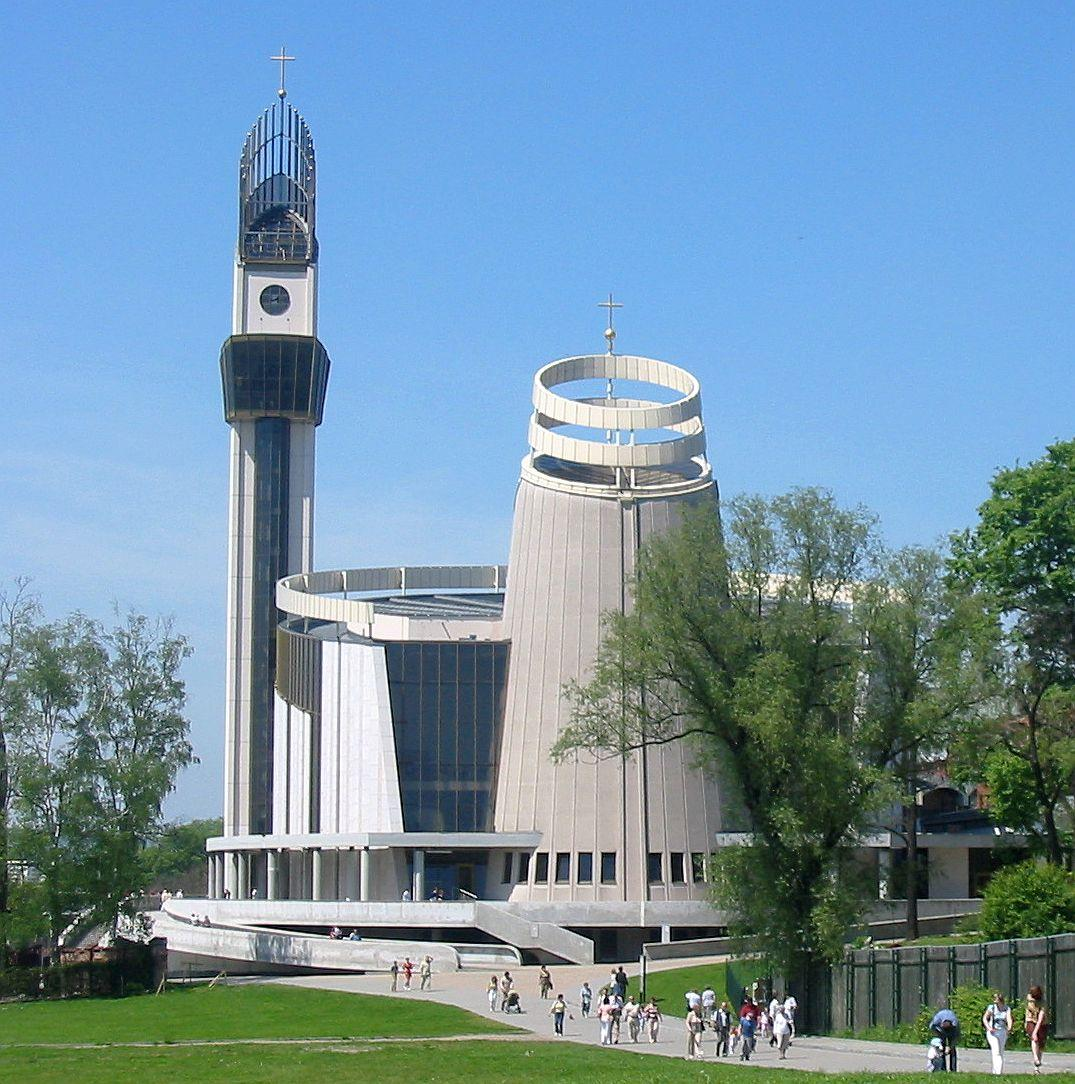
Santuario de la Divina Misericordia de Cracovia.

Karol Wojtyła (papa san Juan Pablo II) nació en la localidad polaca de Wadowice el 18 de mayo de 1920, pero identificó a Cracovia como su tierra natal: ”Aquí, en esta tierra nací. Aquí, en Cracovia, pasé gran parte de mi vida (...) Aquí también sentí la vocación al sacerdocio (...) Aquí, en la Catedral de Wawel, fui consagrado obispo”.
La Jornada Mundial de la Juventud se inició como una invitación del papa san Juan Pablo II a los jóvenes a reunirse en Roma para el Domingo de Ramos de 1984. Más de 300 000 personas asistieron a esa celebración. En 1985 coincidió con el Año Internacional de la Juventud de las Naciones Unidas. El 20 de diciembre de ese mismo año, el papa anunció la primera JMJ de 1986. La Jornada Mundial de la Juventud 2016, en Cracovia, fue la trigésima desde la primera celebrada.
Las Jornadas Mundiales de la Juventud desempeñaron un papel especial en el papado de Juan Pablo II, y tanto el papa Benedicto XVI como el papa Francisco han llevado a cabo las Jornadas Mundiales de la Juventud instituidos por san Juan Pablo II, como un símbolo de esperanza para los jóvenes.

## Tema y lema
La misericordia fue escogida como tema de reflexión de la JMJ de 2016, cuyo lema escogido fue: "Bienaventurados los misericordiosos, porque ellos alcanzarán misericordia" (Mateo 5:7).
La misericordia también forma parte del pontificado del papa Francisco, cuyo lema es "Miserando atque eligendo" ("Lo miró con misericordia y lo eligió").

## Patrones e intercesores
- Divina Misericordia
- Santa Faustina Kowalska
- San Juan Pablo II
- Virgen de Czestochowa

## Presencia en línea
La Arquidiócesis de Cracovia puso en marcha una página web oficial de la Jornada Mundial de la Juventud 2016: www.krakow2016.com
Además, el evento contó con una fuerte presencia en los medios sociales, con las páginas lanzadas en Facebook, Twitter, Tumblr, Instagram, Google+, Ask, Weebly, Flickr y YouTube.

## Controversia
La financiación del evento con dinero público municipal suscitó cierta controversia. El partido socialdemócrata Razem y la Asociación Nacionalista Zadruga, esta última favorable al paganismo eslavo, organizaron protestas.

## Costes
El costo de la organización de la Jornada Mundial de la Juventud en Cracovia ascendió a 200.612.193 Esloti. La mayor parte (aproximadamente 143.000.000 Esloti) fueron cubiertos por las aportaciones de los peregrinos, el 10% se financió con cargo a los presupuestos del Estado y la aportación de los fieles, el 9% del importe provino de donaciones. Las autoridades de Cracovia incurrieron en un costo de 27,2 millones Eslotis para mantener la limpieza, garantizar el orden, organizar estacionamientos y transporte público, de los cuales el costo real de la ciudad es de aproximadamente 5 millones de Eslotis.

## Hostigamiento a peregrinos
Las autoridades comunistas chinas utilizaron diferentes métodos para evitar que los ciudadanos de ese país participaran en la Jornada Mundial de la Juventud 2016. Esos métodos incluyeron interrogatorios y advertencias, acusaciones de quebrantar las normas sobre viajes al extranjero, amenazas veladas y hasta el retiro de pasaportes de católicos dispuestos a viajar a Cracovia.